# گورستان هایگیت

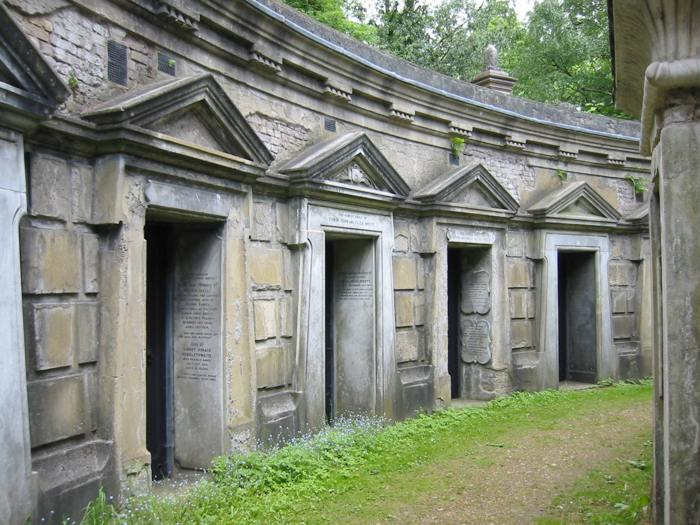
میدان لبنان در گورستان هایگیت

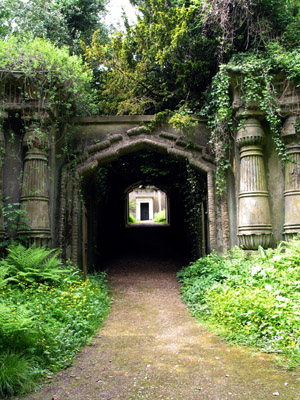
ورودی خیابان مصر در گورستان هایگیت

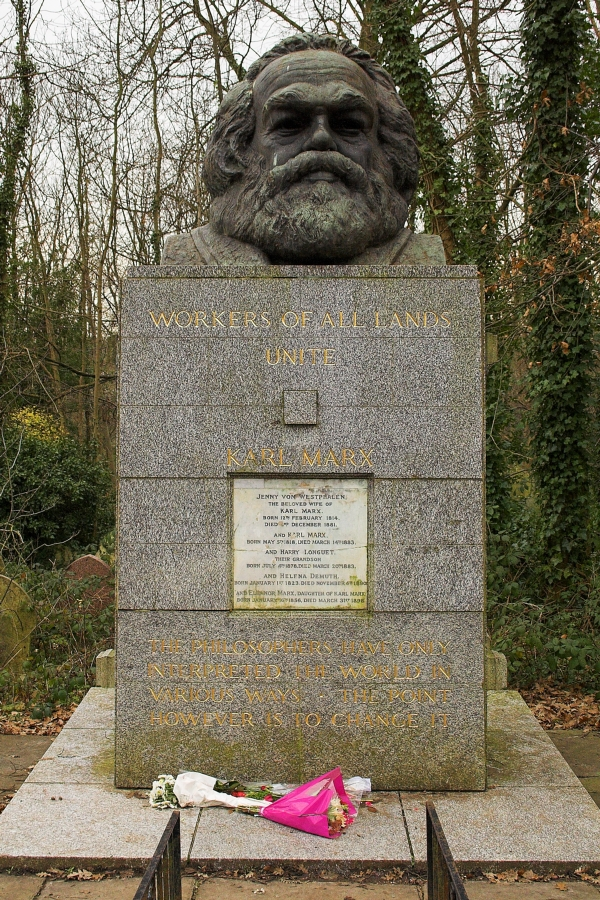
مدفن کارل مارکس در گورستان هایگیت

گورستان هایگیت (به انگلیسی: Highgate Cemetery) نام گورستانی تاریخی و مشهور است که در شمال شهر لندن در انگلستان قرار دارد. این گورستان دارای قطعه مربوط به مسلمانان نیز می‌باشد.

## مدفونان

### قبور مشاهیر
- کارل مارکس، بنیانگذار مکتب فلسفی مارکسیسم، کمونیسم.
- مایکل فارادی، کاشف بنزن و قوانین القای الکترومغناطیس.
- آلکساندر لیتوینینکو، مأمور اطلاعاتی سابق روسیه که در لندن به وسیله عنصر رادیواکتیو پولونیوم به قتل رسید.
- محمود صناعی، روانکاو ، مترجم و نظریه‌پرداز مباحث تربیتی.
- منوچهر محجوبی، نویسنده، شاعر، طنزنویس، محقق و منتقد ایرانی.
- منصور حکمت، رهبر و نظریه‌پرداز حزب کمونیست کارگری ایران.
- ماه چهره خلیلی، بازیگر مشهور ایرانی.
- فرزاد بازفت خبرنگار ایرانی.

## نگارخانه

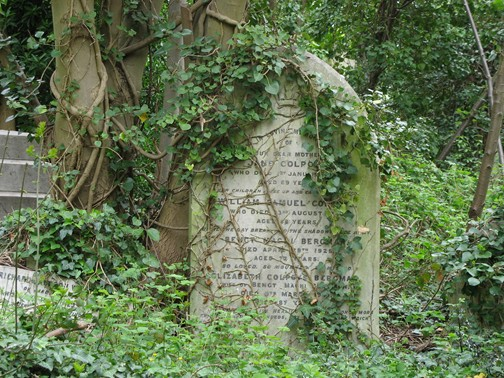
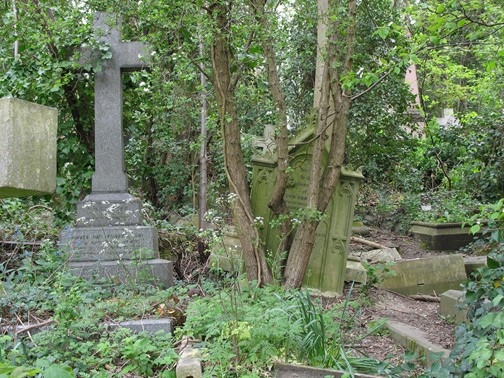
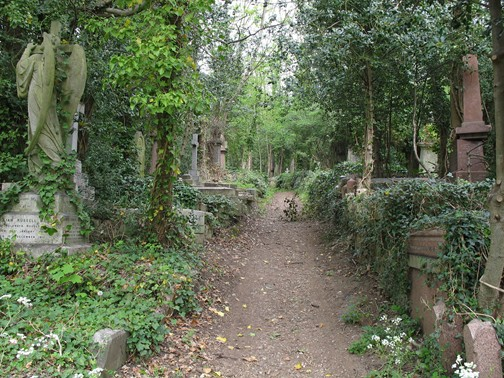
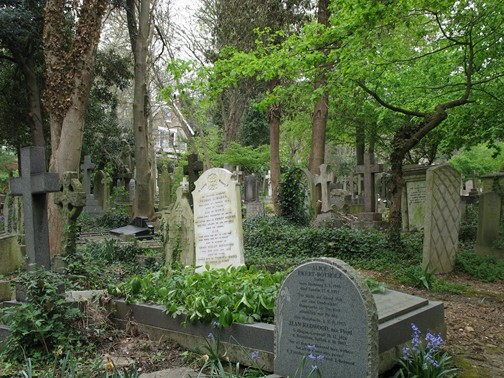
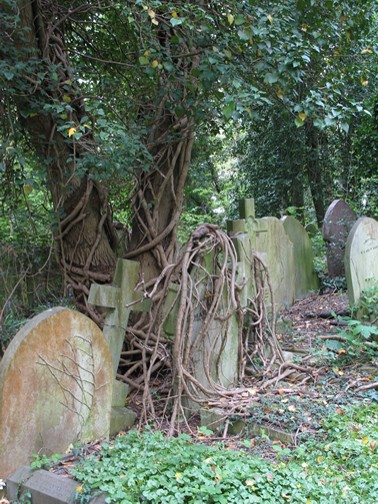
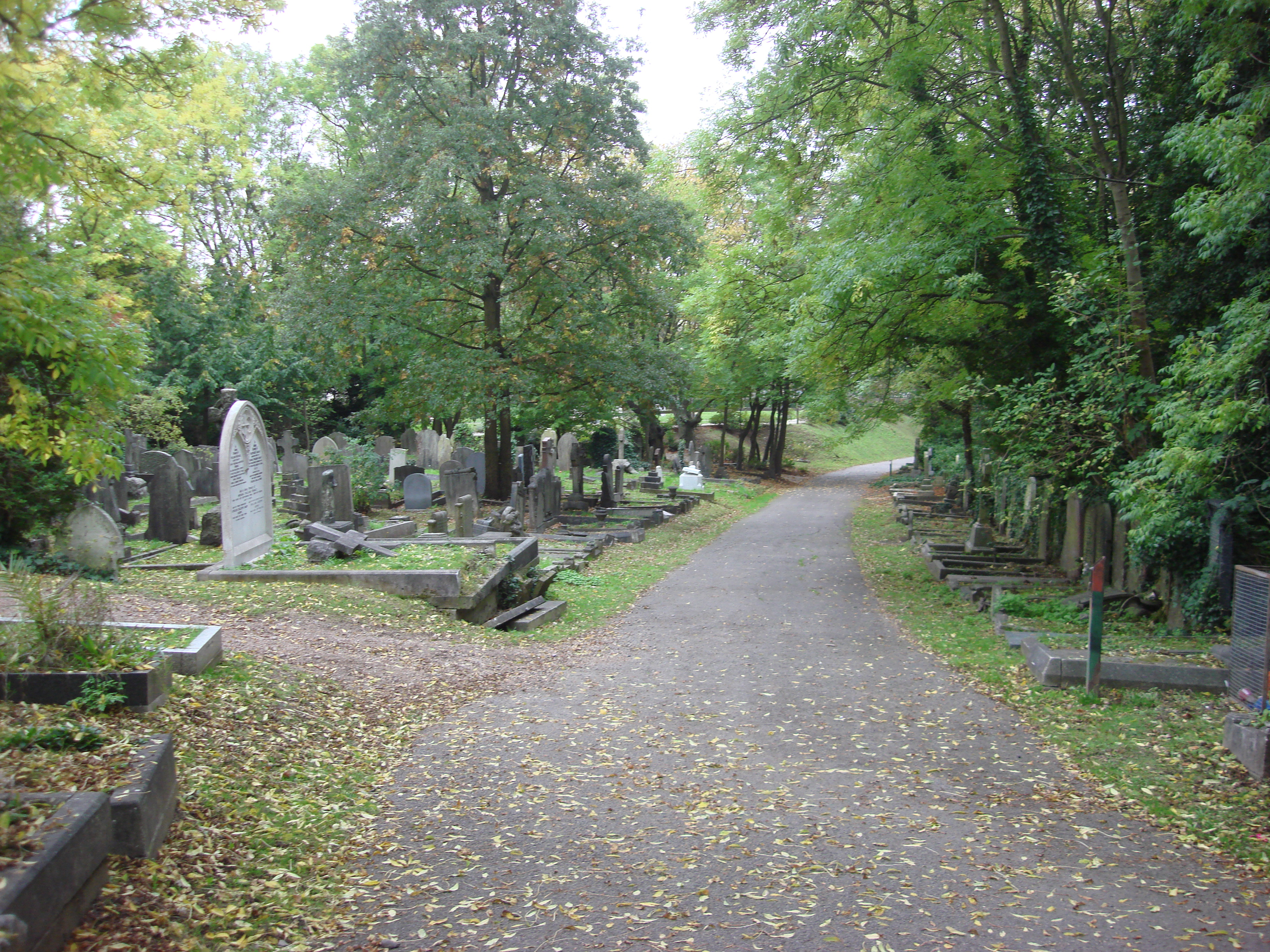
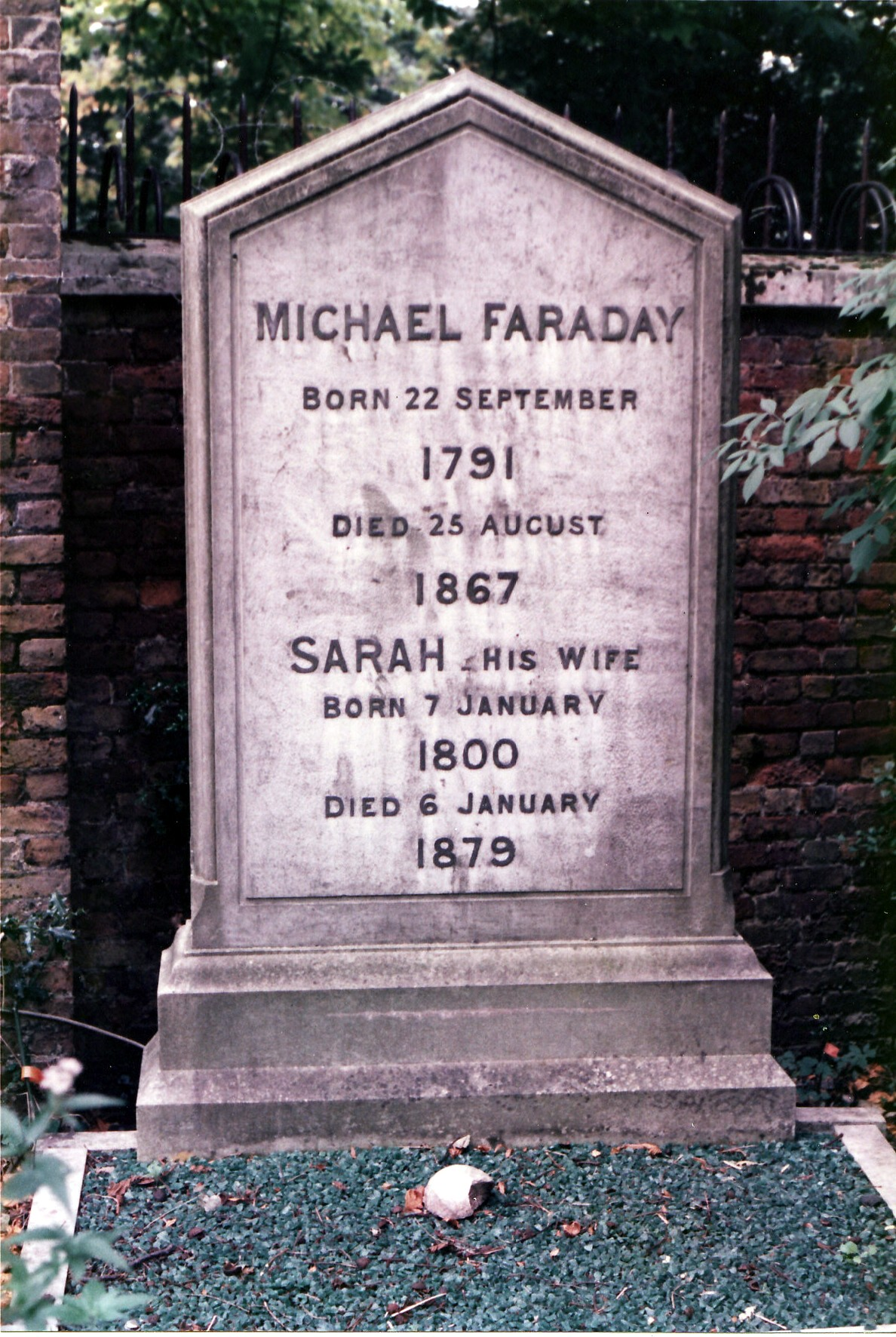
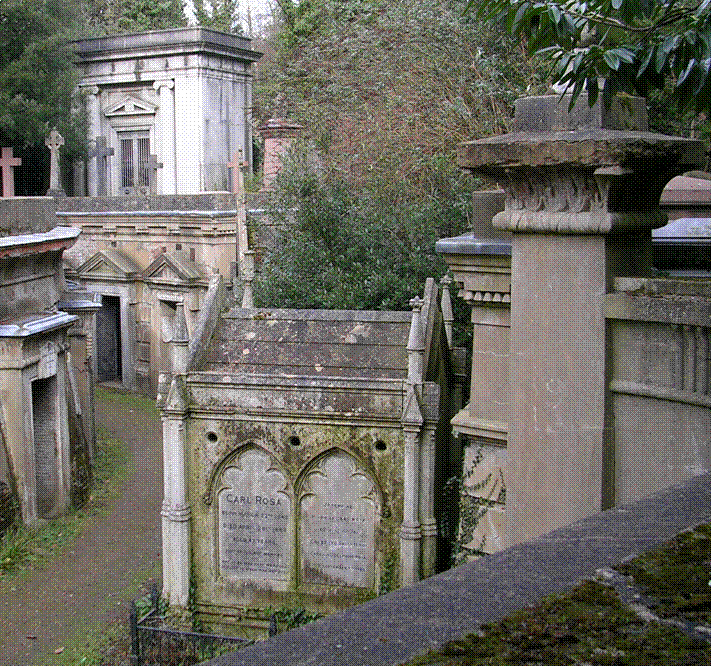
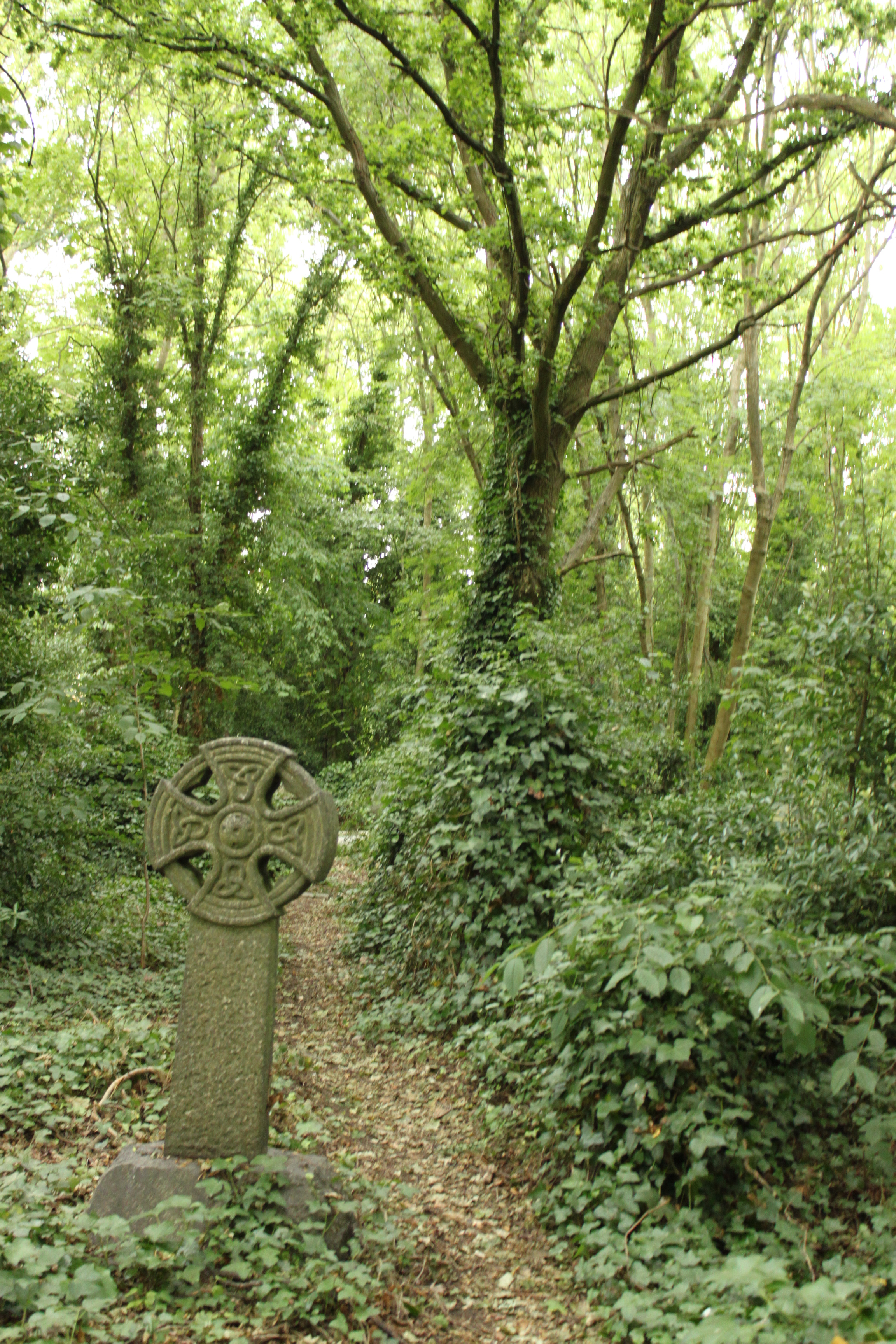
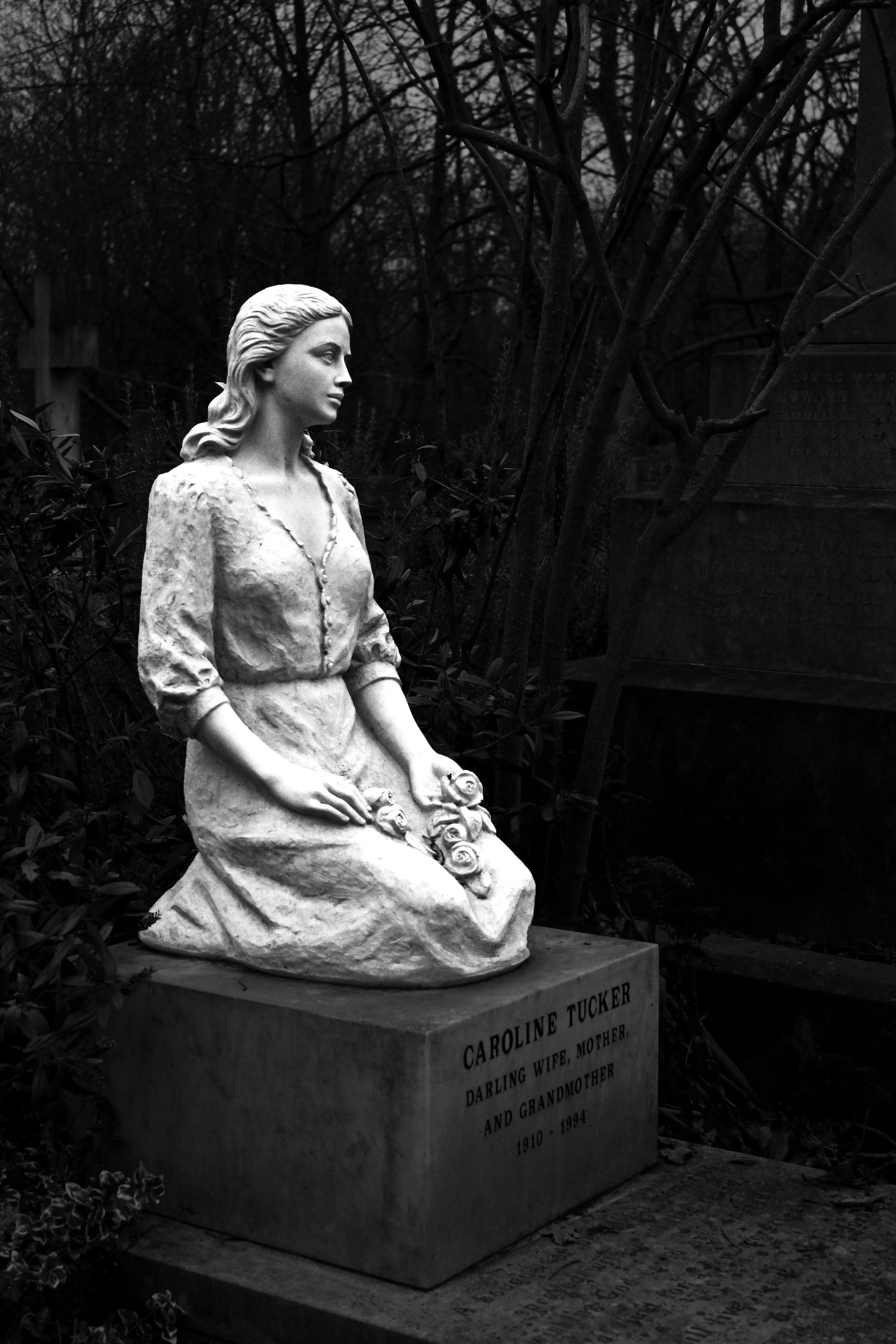
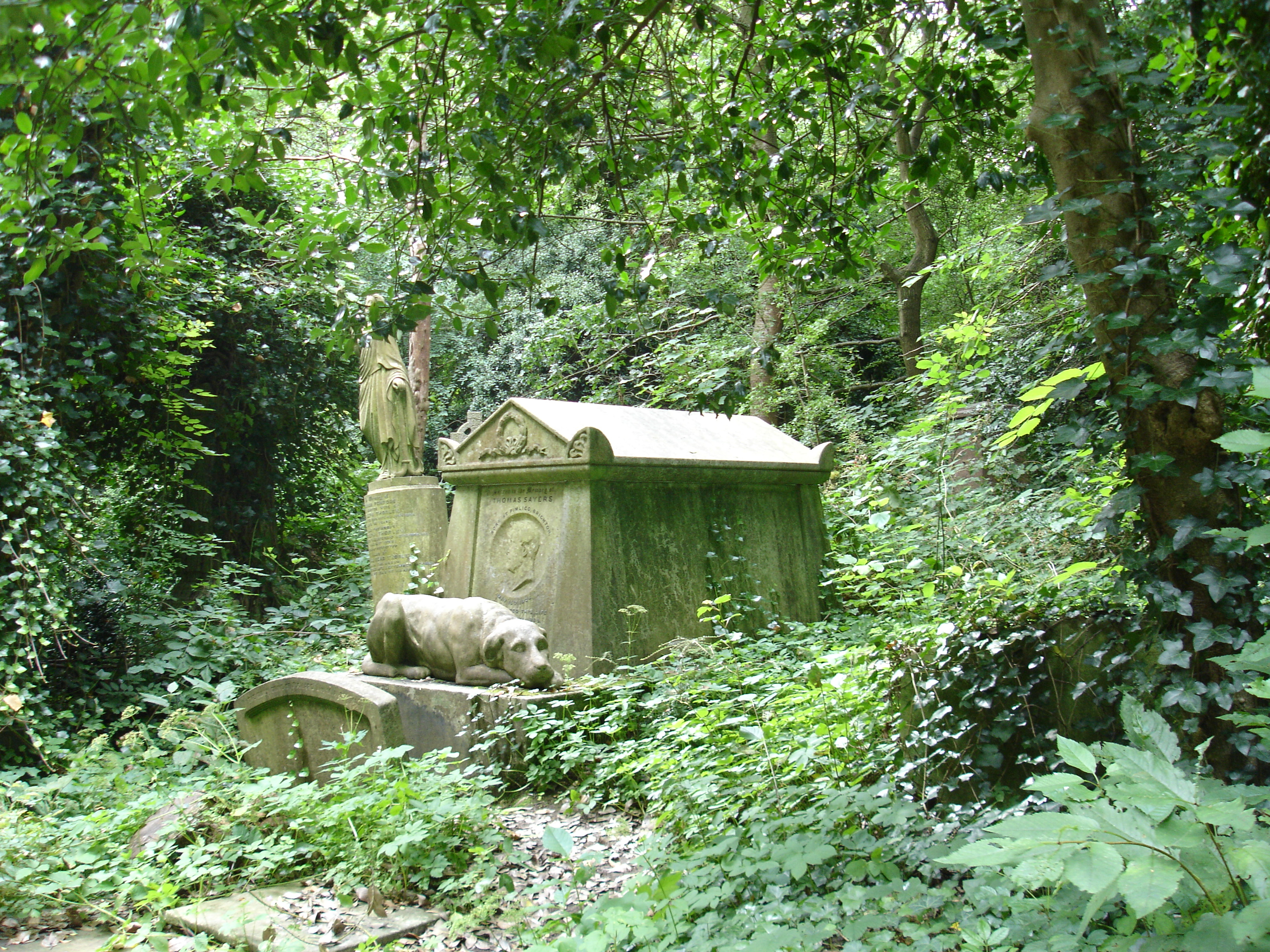
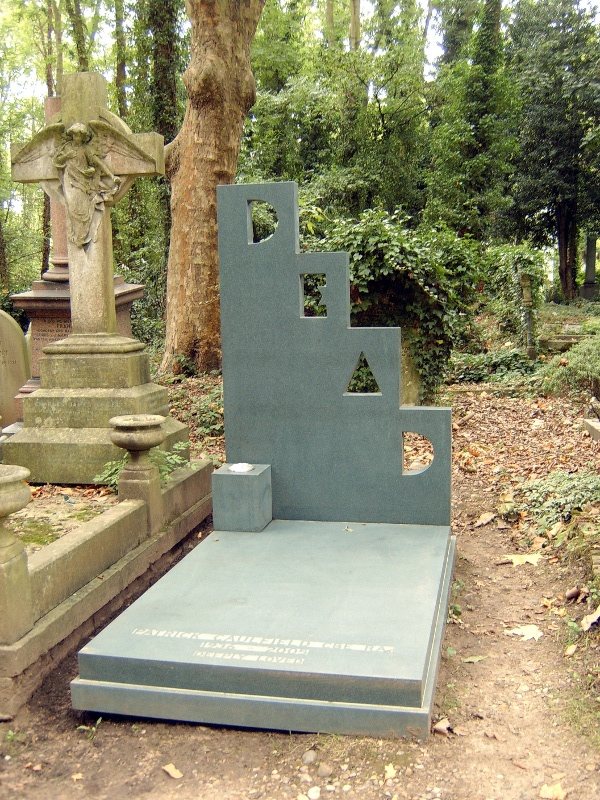
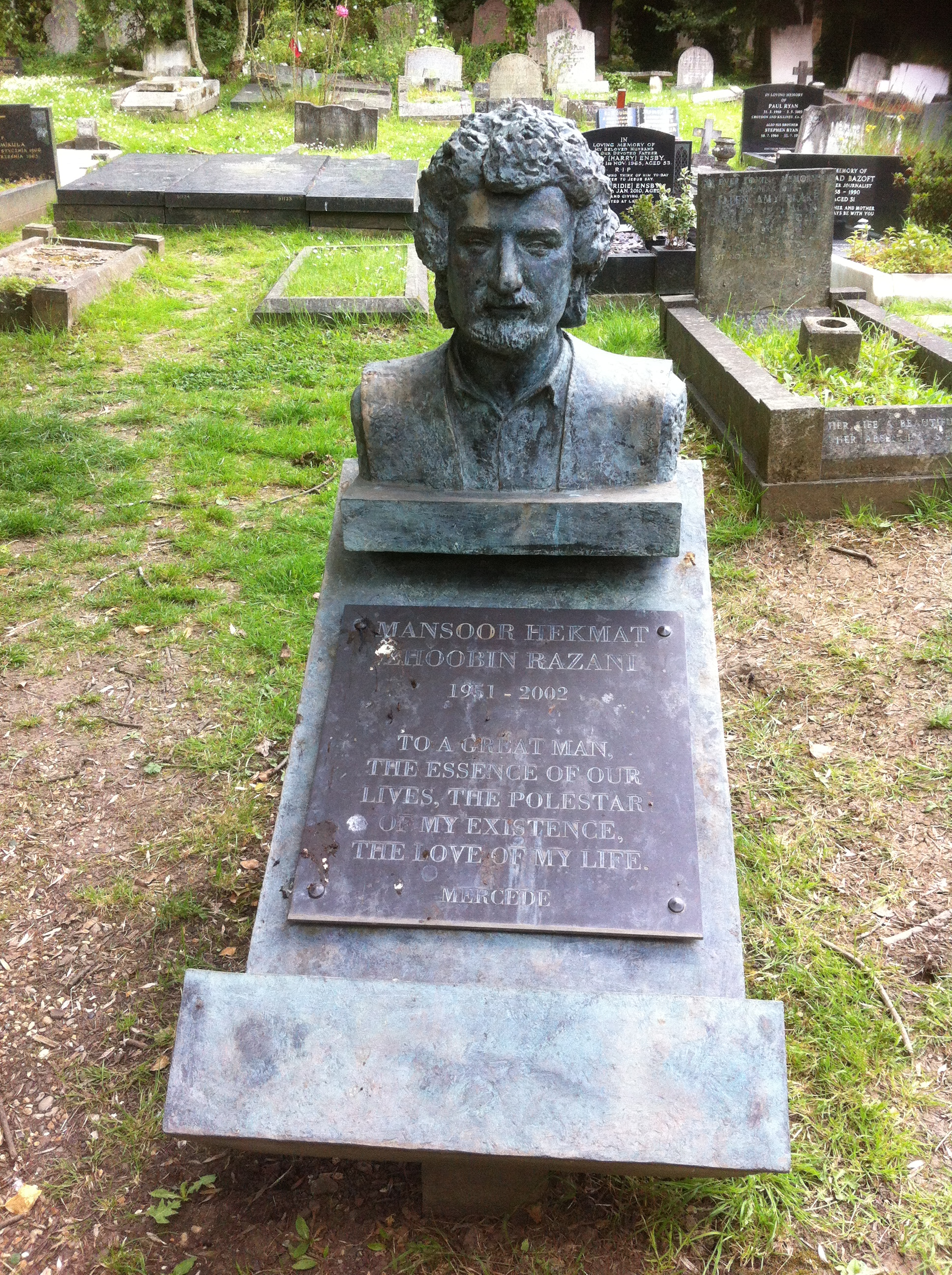
مدفن منصور حکمت